# 時計館の殺人
『時計館の殺人』（とけいかんのさつじん）は、推理作家綾辻行人による長編推理小説。綾辻の代表シリーズである館シリーズの第五作である。
1992年度 第45回日本推理作家協会賞長編部門受賞作にして、作者の代表作の一つである。
2026年2月に実写ドラマ版がHuluで配信予定。

## あらすじ
大手出版社・稀譚社の新米編集者である江南孝明は、友人であり駆け出しの推理作家でもある鹿谷門実を訪ねる。そこで彼は担当している超常現象を取り扱うオカルト雑誌『CHAOS』の取材のため、2人と因縁のある中村青司の建築した通称「時計館」に行くことを伝える。その館には10年前に死亡した少女の霊が出るという。江南はその霊について取材するため、3日間泊まり込みで霊との交信を行うこととなった。『CHAOS』の副編集長、稀譚社のカメラマン、霊能者、W**大学の超常現象研究会のメンバーらとチームを組み、彼らは「時計館」を訪れる。しかしそこで凄惨な殺人事件が幕を開ける。

## 主な登場人物

### 取材チーム
江南 孝明（かわみなみ たかあき）
稀譚社が発行する雑誌『CHAOS』の新米編集者。鹿谷門実とは以前あった事件で知り合って以来の友人。
小早川 茂郎（こばやかわ しげお）
同副編集長。今回の企画の発案者で取材班リーダー。W**大学OB。横浜市在住で妻子持ち。
内海 篤志（うつみ あつし）
同社写真部のカメラマン。口髭を蓄え、髪を伸ばして後ろで束ねている。
光明寺 美琴（こうみょうじ みこと）
霊能者。鹿谷門実の住んでいるマンションの隣人。
瓜生 民佐男（うりゅう みさお）
W**大学3年生で超常現象研究会会長。色白でほっそりした顔立ち。大学では建築を学んでいる。早希子・河原崎・福西とは、W**大学の附属中学の受験時からの幼馴染である。
樫 早希子（かたぎ さきこ）
同会員。瓜生より色白で長い髪がよく似合う美人。
河原崎 潤一（かわらざき じゅんいち）
同。色黒で短髪、がっしりした体型でしゃくれた顎という出で立ち。
新見 こずえ（にいみ こずえ）
同。学年は2年。急に来られなくなった福西の代役。ショートヘアに子狐のような顔立ち。
渡辺 涼介（わたなべ りょうすけ）
同。学年は2年。今回の企画を大学のサークルに持ち込んだ人物。取材チームで唯一眼鏡をかけている。小柄でずんぐりした体型。

### その他
鹿谷 門実（ししや かどみ）
本名は島田潔。九州にある寺の三男。駆け出しの推理作家で江南の友人。江南たちの取材開始後自らも時計館に訪れ、それがきっかけで紗代子からある依頼を受ける。
福西 涼太（ふくにし りょうた）
W**大学3年生で超常現象研究会会員。眼鏡をかけている。両親が離婚しており母親に引き取られた。親戚の不幸で急遽取材に参加できなくなったが、後に訪れた時計館で鹿谷と出会う。瓜生・早希子・河原崎とは幼馴染み。

### 時計館関係者
古峨 倫典（こが みちのり）
時計館の先代当主。古峨精計社の前会長。故人。
古峨 時代（こが ときよ）
倫典の妻で永遠の母。故人。
古峨 永遠（こが とわ）
倫典と時代の娘。故人。時計館に現れる霊は彼女の霊であるとされている。
古峨 由季弥（こが ゆきや）
倫典の息子。時計館現当主。元々は倫典の従弟の息子だったが、両親が亡くなったため養子となった。永遠が亡くなってから紗代子曰く「"夢の世界"で生きている」。
足立 輝美（あだち てるみ）
倫典の妹。由季弥の後見人。現在は夫の仕事の都合でオーストラリアに住んでいる。
馬渕 長平（まぶち ちょうへい）
倫典の友人。現在は鎌倉市内の老人ホームに入居している。
馬渕 智（まぶち さとる）
長平の息子。永遠の許嫁であった。故人。
野之宮 泰斉（ののみや やすひと）
倫典が信頼を置いていた占い師。時代や永遠の死期を当てている。現在は時計館に住んでいる。取材チームに、破滅の相が見えるとして帰るよう警告する。
伊波 裕作（いなみ ゆうさく）
時計館の使用人。故人。
伊波 紗代子（いなみ さよこ）
裕作の妻。時計館の現在の管理責任者。日本に来られない輝美の代わりも務めている。耳を悪くしたため補聴器を付けている。鹿谷にある調査を依頼する。
伊波 今日子（いなみ きょうこ）
裕作・紗代子の娘。故人。
寺井 明江（てらい あきえ）
看護師。長谷川の紹介で永遠の看護のため雇われていた。故人。
寺井 光江（てらい みつえ）
明江の妹。一時期古峨家に使用人として雇われていた。
長谷川 俊政（はせがわ としまさ）
古峨家の主治医。故人。
服部 郁夫（はっとり いくお）
倫典の部下。倫典から信頼されていた。故人。
田所 嘉明（たどころ よしあき）
時計館の使用人。昼だけ通いで働いている。主に紗代子が困難な力仕事を任されている。

## 書籍情報
- 講談社ノベルス：1991年9月、ISBN 4-06-181550-4
- 講談社文庫：1995年6月、ISBN 4-06-185706-1
- 双葉文庫（日本推理作家協会賞受賞作品全集68）：2006年6月、ISBN 4-575-65867-7
- 講談社文庫（新装改訂版）：2012年6月、上巻 ISBN 978-4-06-277294-5、下巻 ISBN 978-4-06-277295-2

## 実写ドラマ版
「十角館の殺人」に続くシリーズ第2弾として、2026年2月よりHuluで配信予定。

### キャスト
- 江南孝明：奥智哉[2]
- 島田潔 / 鹿谷門実：青木崇高[2]

### スタッフ
- 原作：綾辻行人
- 監督：内片輝、山本大輔[2]
- 脚本：戸田山雅司、早野円、藤井香織、内片輝[2]
- 音楽：富貴晴美[2]
- 企画・制作：内片輝事務所、いまじん
- 製作著作：HJホールディングス、日本テレビ

## 館シリーズ
- 十角館の殺人（1987年9月）
- 水車館の殺人（1988年2月）
- 迷路館の殺人（1988年9月）
- 人形館の殺人（1989年4月）
- 時計館の殺人（1991年9月）
- 黒猫館の殺人（1992年4月）
- 暗黒館の殺人（2004年9月）
- びっくり館の殺人（2006年3月）
- 奇面館の殺人（2012年1月）